# 12 Lyncis
12 Lyncis (12 Lyn) es un sistema estelar en la constelación del Lince de magnitud aparente +4,87.
La medida de su paralaje (15,19 ± 0,78 milisegundos de arco) le sitúa a una distancia de 215 años luz del sistema solar.
Las dos componentes principales de 12 Lyncis forman una estrella binaria cuya separación visual es de apenas 1,8 segundos de arco.
La primaria, 12 Lyncis A, tiene magnitud aparente +5,52.
Es una estrella blanca de la secuencia principal de tipo espectral A1.5V con una masa aproximada 2,5 veces mayor que la del Sol.
Tiene un radio 2,5 veces más grande que el radio solar y gira sobre sí misma con una velocidad de rotación proyectada de 90 km/s.
Su acompañante, 12 Lyncis B, tiene magnitud 6,07 y es una estrella de tipo A2V.
Con una masa de 1,9 masas solares, su radio es 2,4 veces más grande que el del Sol. Su velocidad de rotación es de al menos 100 km/s.
La separación real entre ambas estrellas es de 128 UA —unas cuatro veces la distancia entre Neptuno y el Sol— y el período orbital es de 704 años.
Una tercera estrella, denominada 12 Lyncis C, está físicamente ligada a esta binaria.
Visualmente a 8,7 segundos de arco —lo que equivale a una separación real de más de 570 UA—, tiene magnitud aparente +7,34.
Con una masa de 1,4 masas solares, completa una órbita alrededor de la binaria cada 5640 años.